# Érize-la-Petite
Érize-la-Petite település Franciaországban, Meuse megyében. Lakosainak száma 43 fő (2022. január 1.). Érize-la-Petite Chaumont-sur-Aire, Courcelles-sur-Aire, Longchamps-sur-Aire, Rembercourt-Sommaisne és Raival községekkel határos.

## Népesség
A település népességének változása:
| Lakosok száma | 90   | 64   | 53   | 56   | 64   | 60   | 55   | 46   | 45   | 43   |
|               | 1968 | 1982 | 1990 | 2006 | 2013 | 2015 | 2017 | 2019 | 2020 | 2022 |